# Animal (Band)
Animal (von lat./engl. animal „Tier“) ist eine US-amerikanische Metal-Band, die vom ehemaligen W.A.S.P.-Gitarristen Randy Piper gegründet wurde.

## Geschichte
Animal wurden 1988 vom ehemaligen W.A.S.P.-Gitarristen Randy Piper zusammen mit dem Sänger Rich Lewis gegründet. Weitere Mitmusiker waren Shreader (Gitarre), Burn (Bass) und Dave Dickinsson (Schlagzeug). Die Band erarbeitete sich in den späten 80er Jahren in der Umgebung von Los Angeles einen Ruf als hervorragende Liveband und erregte so die Aufmerksamkeit von mehreren Plattenfirmen. Ein Song ihres Demos landete daraufhin auf dem Soundtrack zum Film Nightmare Beach. Ungeschicktes Verhandlungsvermögen diverser Manager brachte die Band allerdings zu Fall, bevor es richtig losging. Lewis gründete daraufhin mit Mike Roche von T.S.O.L. die Band Big American Dogs, während Piper King’s Horses auf die Beine stellte.
1995 reformierte Piper Animal mit Rich Lewis, Burn und dem neuen Drummer Kelly Wilmot und begann mit neuen Demoaufnahmen. 1998 spielten sie ihr erstes Album ein, das auf Grund diverser Komplikationen erst im Jahr 2003 unter dem Titel 900 Lb. Steam erschien. Zeitweise gehörten weitere ehemalige W.A.S.P. Musiker wie Gitarrist Chris Holmes und Schlagzeuger Tony Richards zum Line-Up der Band. Nach dem Ausstieg von Gitarrist Chris Holmes setzte sich der schwedische Musiker und Songwriter Chris Laney (Zan Clan) mit der Band in Verbindung, um in Holmes’ Fußstapfen zu treten. Mit Laney spielt die Band ihr zweites Album Violent New Breed ein, das im Mai 2006 erscheint. Bei den Aufnahmen wirkte Zan Clan-Schlagzeuger Johan Koleberg mit.

## Diskografie
- 2003: 900 Lb. Steam
- 2006: Violent New Breed
- 2008: Virus